# Styl józefiński

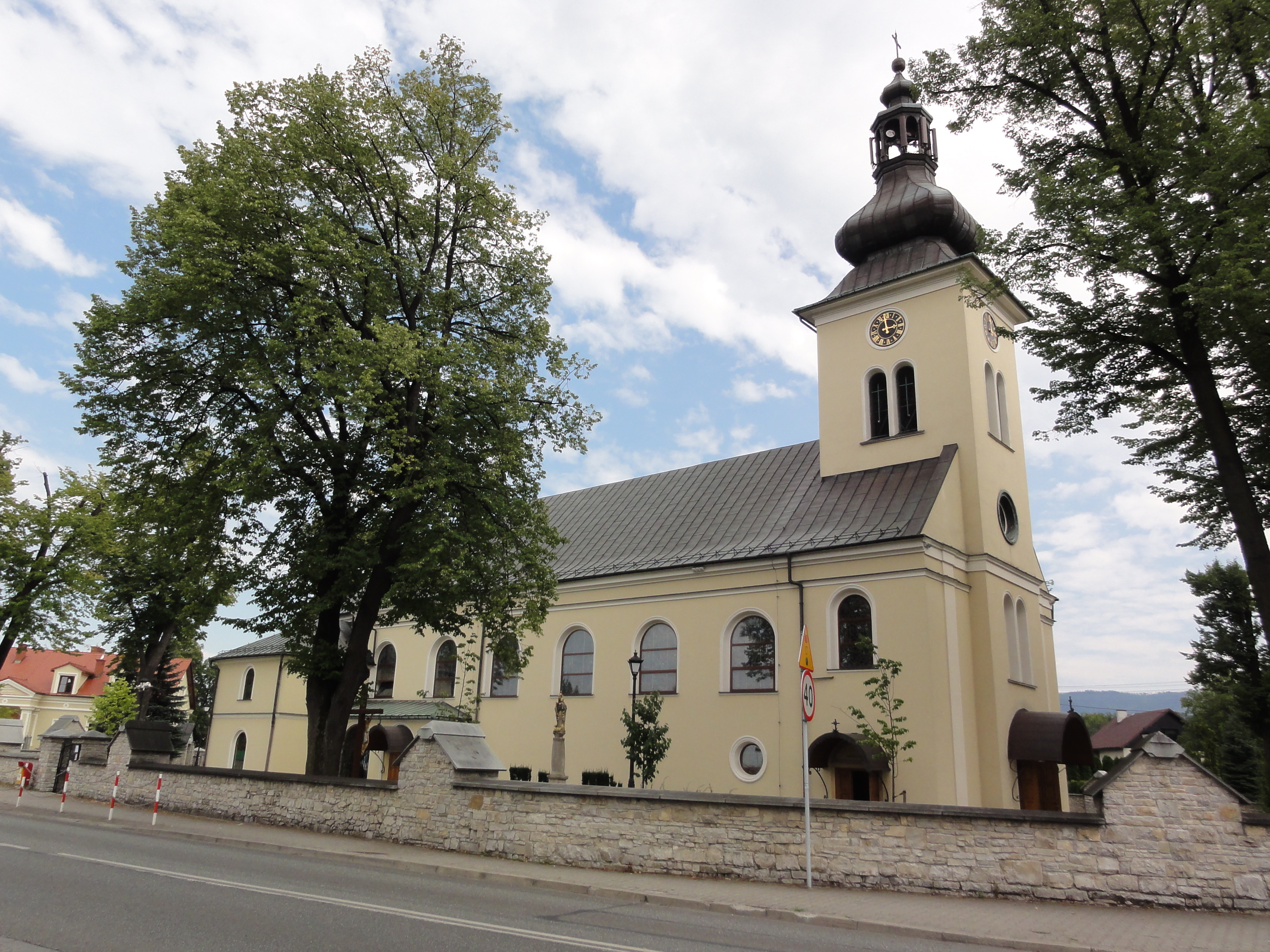
Bazylika Nawiedzenia NMP w Bielsku-Białej-Hałcnowie

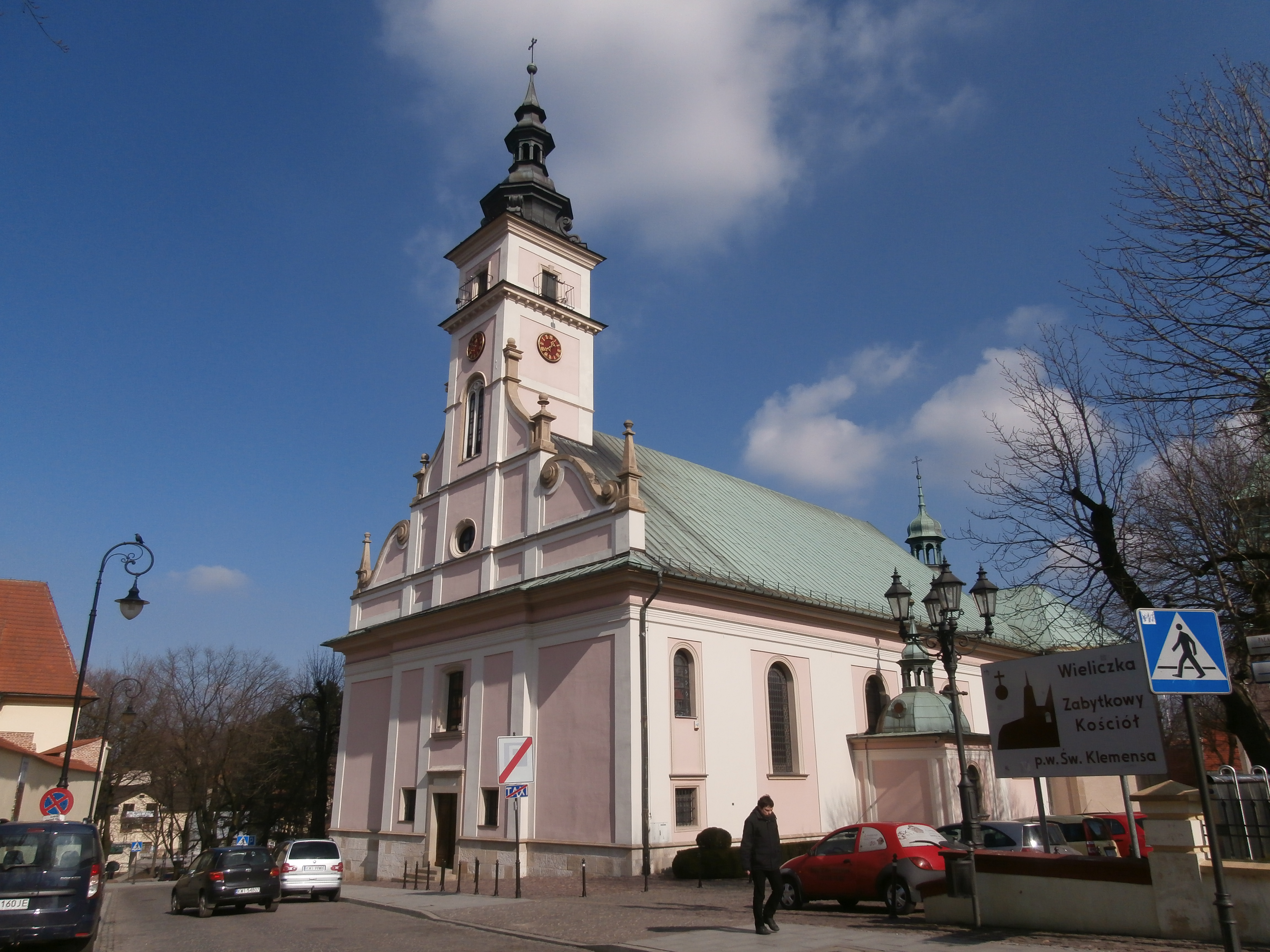
Kościół św. Klemensa w Wieliczce

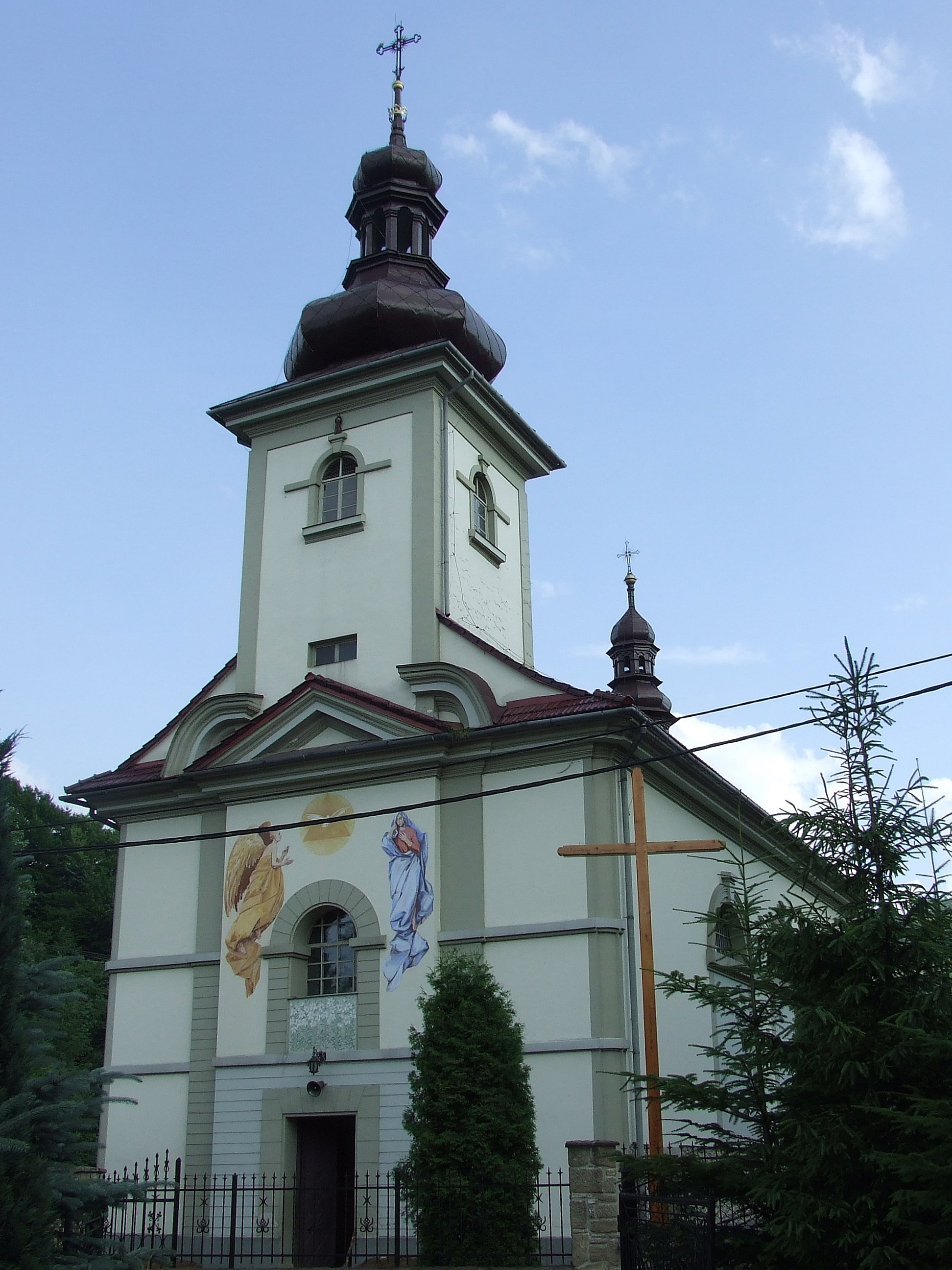
Kościół Imienia NMP w Harbutowicach

Styl józefiński – styl występujący w sztuce (przede wszystkim w architekturze)  na terenie monarchii austriackiej w okresie panowania cesarza Józefa II (1765–1790), a także później, aż do połowy XIX w. Łączył w sobie elementy późnego baroku i klasycyzmu, stąd zwany jest niekiedy barokiem józefińskim lub klasycyzmem józefińskim.
Styl józefiński był praktyczną realizacją reform, dążących do podporządkowania całkokształtu życia religijnego czynnikom państwowym (józefinizm). Jednym z postulatów była rezygnacja z bogatego wystroju wnętrz świątyń, prostota budowli, stały układ architektoniczny. Przygotowano zatem zestaw oficjalnych, urzędowych wzorów, zgodnie z którymi nowe kościoły miały być wznoszone jako budowle jednonawowe, orientowane, z zaokrąglonym prezbiterium, jedną czworoboczną wieżą i wejściem po stronie zachodniej. Charakterystycznym elementem dla wielu świątyń stała się wieża z cebulastym hełmem. Szczególnie dużo świątyń w stylu józefińskim znajduje się w zachodniej Galicji (okolice Białej Krakowskiej, Myślenic, Nowego Targu, Wadowic, Wieliczki, Żywca).
W stylu józefińskim wzniesiono m.in. następujące kościoły:
- Kościół św. Macieja w Bielanach k. Kęt (1826–1833)
- Kościół Opatrzności Bożej w Jastrzębiu-Zdroju (1811)
- Bazylika mniejsza Nawiedzenia NMP w Bielsku-Białej-Hałcnowie (1777–1781)
- Kościół pw. Imienia NMP w Harbutowicach koło Myślenic (1828)
- Kościół Przemienienia Pańskiego w Makowie Podhalańskim (1828)
- Kościół św. Marii Magdaleny w Odrowążu (1825–1831)
- Kościół św. Mikołaja w Pcimiu (1833)
- Kościół św. Jana Chrzciciela w Przeciszowie (1816–1823)
- Kościół św. Jakuba Starszego w Rzykach koło Andrychowa (1793–1796)
- Kościół św. Klemensa w Ustroniu (1788)
- Kościół św. Klemensa w Wieliczce (1804–1806)
- Kościół św. Józefa w Zabrzegu (1787)